# Малі Лозки
Малі Лозки — колишнє село в Україні, П'ятихатському районі Дніпропетровської області. Чисельність населення за даними 1982 року становила 20 осіб. Ліквідоване у 1995 році. Було розташоване між адміністративним центром Троїцької сільської ради — селом Троїцьке і селом Плоске Біленщинської сільради.